# Duel à mort
Pour plus de détails, voir Fiche technique et Distribution.
Duel à mort (真剣勝負, Shinken shobu) est un film japonais réalisé par Tomu Uchida, sorti en 1971. Tomu Uchida meurt au cours du tournage du film en 1970. C'est aussi le 200e et dernier scénario de Daisuke Itō qui fait ses adieux au cinéma avec ce film. 

## Synopsis
Miyamoto Musashi rend visite à Baiken Shishido, un redoutable guerrier qui maitrise la faucille de guerre.

## Fiche technique
- Titre original : 真剣勝負 (Shinken shobu?)
- Titre : Duel à mort ou Musashi contre Baiken
- Réalisation : Tomu Uchida
- Scénario : Daisuke Itō d'après Eiji Yoshikawa
- Photographie : Tokuzo Kuroda
- Musique : Taichirō Kosugi
- Société de production : Tōhō
- Pays d'origine : Japon
- Format : Couleurs - 2,35:1 - Mono
- Genre : drame, jidai-geki, chanbara
- Durée : 75 minutes
- Date de sortie : Japon : 20 février 1971

## Distribution
- Kinnosuke Nakamura : Musashi Miyamoto
- Rentarō Mikuni : Baiken Shishido
- Hideko Okiyama : la femme de Baiken

## Les films de la série
- 1961 : La Légende de Musashi Miyamoto (宮本武蔵, Miyamoto Musashi?)
- 1962 : Les Moines lanciers du temple Hozoin (宮本武蔵 般若坂の決斗, Miyamoto Musashi: Hannyazaka no kettō?)
- 1963 : À deux sabres (宮本武蔵 二刀流開眼, Miyamoto Musashi: Nitōryū kaigen?)
- 1964 : Seul contre tous à Ichijoji (宮本武蔵 一乗寺の決斗, Miyamoto Musashi: Ichijōji no kettō?)
- 1965 : Duel de l'aube (宮本武蔵 巌流島の決斗, Miyamoto Musashi: Ganryū-jima no kettō?)
- 1971 : Duel à mort (真剣勝負, Miyamoto Musashi: Shinken shobu?)